# Arge rustica
Arge rustica är en stekelart som först beskrevs av Carl von Linné 1758.  Arge rustica ingår i släktet Arge, och familjen borsthornsteklar. Arten är reproducerande i Sverige.